# 대한민국의 종합대학 목록
대한민국의 종합대학은 대한민국의 대학의 일종이다. 다만, 일반대학에 비하여 그 연구 기능이 강조된 대학을 교육부 등에서 지정했다. 종합대학과 연구 중심 대학들은 전국적이거나, 혹은 지역적으로 명성이 있는 대학이다. 1992년을 전후하여 법적으로 종합대학과 일반대학 구분이 사라졌다.

## 종합대학
대한민국의 종합대학은 1991년 12월 31일 이전에 대학교로 설치·승격(지정)된 대학을 지칭하는 말이다. 본래 종합대학은 미국 아이비 리그 대학 등 처럼, 대학원 학위 프로그램 연구에 집중적으로 집중하면서 학부 교육 과정 단과대학을 설치하기도 한다. 대한민국의 경우, 종합대학의 경우 3개의 단과대학과 1개의 대학원을 설치하는 기관을 의미했으로, 약 70여개의 종합대학은 모두 학부생을 위한 교육과 학문 연구 목적의 대학원을 설치하여 교육 프로그램을 학부-대학원으로 이원화하여 운영했다. 초기에는 미군정 교육당국이 지정하였으며, 이후 대한민국 교육당국에서 독자적으로 승격 혹은 설립하였다. 대한민국의 모든 종합대학은 학부-대학원 이원화 교육기관이다.
1946년 서울대학교, 연세대학교, 고려대학교, 이화여자대학교 등이 최초로 지정되었으며, 종합대학은 대학교(大學校), 일반대학과 단과대학 등은 대학(大學)이라는 명칭을 사용하게 했다. 이때 대학교는 3개 이상의 단과대학과 대학원을 두는 기관으로 정했다. 다만, 1991년 12월 31일, 관련 법령이 개정되면서, 종합대학과 일반대학의 법적 구분이 사라지고, 사실상 1991년 12월 이전 지정된 종합대학이 대한민국의 마지막 종합대학이 되었다.
대한민국의 종합대학은 국립 21개교와 공립 1개교에 비하여 사립 48개교로 사립 대학 수가 압도적으로 많다.
| 교명                         | 유형                         | 지정                         | 광역                         | 지역                         | 비고                         |
| 설립 당초 종합대학 지정 학교 | 설립 당초 종합대학 지정 학교 | 설립 당초 종합대학 지정 학교 | 설립 당초 종합대학 지정 학교 | 설립 당초 종합대학 지정 학교 | 설립 당초 종합대학 지정 학교 |
| ---------------------------- | ---------------------------- | ---------------------------- | ---------------------------- | ---------------------------- | ---------------------------- |
| 고려대학교                   | 사립                         | 1946                         | 서울                         | 성북구                       |                              |
| 서울대학교                   | 국립 (법인)                  | 1946                         | 서울                         | 관악구                       |                              |
| 연세대학교                   | 사립                         | 1946                         | 서울                         | 서대문구                     |                              |
| 이화여자대학교               | 사립                         | 1946                         | 서울                         | 서대문구                     |                              |
| 한국교원대학교               | 국립                         | 1984                         | 충북                         | 청주시                       |                              |
| 설립 이후 종합대학 지정 학교 |                              |                              |                              |                              |                              |
| 전북대학교                   | 국립                         | 1951                         | 전북                         | 전주시                       |                              |
| 전남대학교                   | 국립                         | 1951                         | 광주                         | 북구                         |                              |
| 경북대학교                   | 국립                         | 1951                         | 대구                         | 북구                         |                              |
| 충남대학교                   | 국립                         | 1952                         | 대전                         | 유성구                       | [ 4 ]                        |
| 동국대학교                   | 사립                         | 1953                         | 서울                         | 중구                         |                              |
| 부산대학교                   | 국립                         | 1953                         | 부산                         | 금정구                       |                              |
| 성균관대학교                 | 사립                         | 1953                         | 서울                         | 종로구                       |                              |
| 조선대학교                   | 사립                         | 1953                         | 광주                         | 동구                         |                              |
| 중앙대학교                   | 사립                         | 1953                         | 서울                         | 동작구                       |                              |
| 숙명여자대학교               | 사립                         | 1955                         | 서울                         | 용산구                       |                              |
| 경희대학교                   | 사립                         | 1955                         | 서울                         | 동대문구                     | [ 5 ]                        |
| 건국대학교                   | 사립                         | 1959                         | 서울                         | 광진구                       |                              |
| 동아대학교                   | 사립                         | 1959                         | 부산                         | 사하구                       |                              |
| 한양대학교                   | 사립                         | 1959                         | 서울                         | 성북구                       |                              |
| 단국대학교                   | 사립                         | 1967                         | 경기                         | 용인시                       |                              |
| 영남대학교                   | 사립                         | 1967                         | 경북                         | 경산시                       |                              |
| 서강대학교                   | 사립                         | 1969                         | 서울                         | 마포구                       |                              |
| 숭실대학교                   | 사립                         | 1971                         | 서울                         | 동작구                       | [ 6 ]                        |
| 원광대학교                   | 사립                         | 1971                         | 전북                         | 익산시                       |                              |
| 인하대학교                   | 사립                         | 1971                         | 인천                         | 미추홀구                     |                              |
| 한남대학교                   | 사립                         | 1971                         | 대전                         | 대덕구                       | [ 6 ]                        |
| 홍익대학교                   | 사립                         | 1971                         | 서울                         | 마포구                       |                              |
| 충북대학교                   | 국립                         | 1977                         | 충북                         | 청주시                       | [ 4 ]                        |
| 강원대학교                   | 국립                         | 1978                         | 강원                         | 춘천시                       |                              |
| 계명대학교                   | 사립                         | 1978                         | 대구                         | 달서구                       |                              |
| 경상국립대학교               | 국립                         | 1980                         | 경남                         | 진주시                       |                              |
| 청주대학교                   | 사립                         | 1980                         | 충북                         | 청주시                       |                              |
| 국민대학교                   | 사립                         | 1981                         | 서울                         | 성북구                       |                              |
| 성신여자대학교               | 사립                         | 1981                         | 서울                         | 성북구                       |                              |
| 아주대학교                   | 사립                         | 1981                         | 경기                         | 수원시                       |                              |
| 대구대학교                   | 사립                         | 1981                         | 경북                         | 경산시                       | [ 7 ]                        |
| 한국외국어대학교             | 사립                         | 1981                         | 서울                         | 동대문구                     |                              |
| 경남대학교                   | 사립                         | 1982                         | 경남                         | 창원시                       |                              |
| 제주대학교                   | 국립                         | 1982                         | 제주                         | 제주시                       |                              |
| 경성대학교                   | 사립                         | 1983                         | 부산                         | 남구                         | [ 8 ]                        |
| 동의대학교                   | 사립                         | 1983                         | 부산                         | 부산진구                     |                              |
| 명지대학교                   | 사립                         | 1983                         | 경기                         | 용인시                       |                              |
| 전주대학교                   | 사립                         | 1983                         | 전북                         | 전주시                       |                              |
| 경기대학교                   | 사립                         | 1984                         | 경기                         | 수원시                       |                              |
| 울산대학교                   | 사립                         | 1984                         | 울산                         | 남구                         |                              |
| 가천대학교                   | 사립                         | 1987                         | 경기                         | 성남시                       | [ 9 ]                        |
| 광운대학교                   | 사립                         | 1987                         | 서울                         | 노원구                       |                              |
| 덕성여자대학교               | 사립                         | 1987                         | 서울                         | 도봉구                       |                              |
| 상명대학교                   | 사립                         | 1987                         | 서울                         | 종로구                       | [ 10 ]                       |
| 서울시립대학교               | 공립                         | 1987                         | 서울                         | 동대문구                     |                              |
| 세종대학교                   | 사립                         | 1987                         | 서울                         | 광진구                       |                              |
| 동덕여자대학교               | 사립                         | 1988                         | 서울                         | 성북구                       |                              |
| 서울여자대학교               | 사립                         | 1988                         | 서울                         | 마포구                       |                              |
| 수원대학교                   | 사립                         | 1988                         | 경기                         | 화성시                       |                              |
| 인제대학교                   | 사립                         | 1988                         | 경남                         | 김해시                       |                              |
| 인천대학교                   | 국립 (법인)                  | 1988                         | 인천                         | 연수구                       |                              |
| 호서대학교                   | 사립                         | 1988                         | 충남                         | 아산시                       |                              |
| 광주대학교                   | 사립                         | 1989                         | 광주                         | 남구                         |                              |
| 대전대학교                   | 사립                         | 1989                         | 대전                         | 동구                         |                              |
| 상지대학교                   | 사립                         | 1989                         | 강원                         | 원주시                       |                              |
| 한림대학교                   | 사립                         | 1989                         | 강원                         | 춘천시                       |                              |
| 국립부경대학교               | 국립                         | 1990                         | 부산                         | 남구                         |                              |
| 순천향대학교                 | 사립                         | 1990                         | 충남                         | 아산시                       |                              |
| 국립강릉원주대학교           | 국립                         | 1991                         | 강원                         | 강릉시                       | [ 11 ]                       |
| 국립공주대학교               | 국립                         | 1991                         | 충남                         | 공주시                       |                              |
| 국립군산대학교               | 국립                         | 1991                         | 전북                         | 군산시                       |                              |
| 국립목포대학교               | 국립                         | 1991                         | 전남                         | 무안군                       |                              |
| 국립순천대학교               | 국립                         | 1991                         | 전남                         | 순천시                       |                              |
| 국립경국대학교               | 국립                         | 1991                         | 경북                         | 안동시                       |                              |
| 국립창원대학교               | 국립                         | 1991                         | 경남                         | 창원시                       |                              |
| 국립한국해양대학교           | 국립                         | 1991                         | 부산                         | 영도구                       |                              |
| 부산외국어대학교             | 사립                         | 1991                         | 부산                         | 금정구                       |                              |

## 이공계 중점 대학
대한민국의 이공계 중점 대학은 과학기술(공학 등)을 연구하기 위해 대한민국 정부기관의 자금을 출연하여 설립된 대학의 일종이다. 학교 전체적으로 공학 연구에 특화되어 있으며, 일부 기관은 대한민국 과학기술정보통신부의 기타공공기관으로 지정되어 있다.
| 교명                     | 유형       | 지정 | 광역 | 지역   | 비고 |
| ------------------------ | ---------- | ---- | ---- | ------ | ---- |
| 한국과학기술원           | 특별법법인 | 1971 | 대전 | 유성구 |      |
| 광주과학기술원           | 특별법법인 | 1993 | 광주 | 북구   |      |
| 과학기술연합대학원대학교 | 기타       | 2003 | 대전 | 유성구 |      |
| 대구경북과학기술원       | 특별법법인 | 2004 | 대구 | 달성군 |      |
| 울산과학기술원           | 특별법법인 | 2007 | 울산 | 울주군 |      |
| 한국에너지공과대학교     | 특별법법인 | 2022 | 전남 | 나주시 |      |

## 폐지
다음은 대한민국의 폐지된 종합대학 혹은 연구 중심 대학 일람이다.
| 교명       | 유형 | 지정 | 해제 | 광역 | 지역   | 경과             |
| ---------- | ---- | ---- | ---- | ---- | ------ | ---------------- |
| 우석대학교 | 사립 | 1967 | 1971 | 서울 | 성북구 | 고려대학교       |
| 관동대학교 | 사립 | 1988 | 2014 | 강원 | 강릉시 | 가톨릭관동대학교 |

## 같이 보기
- 종합대학
- 단과대학
- 대한민국의 대학
- 미국의 종합대학 목록
- 대한민국의 대학 목록